# Sem Chaimowitsch Simkin

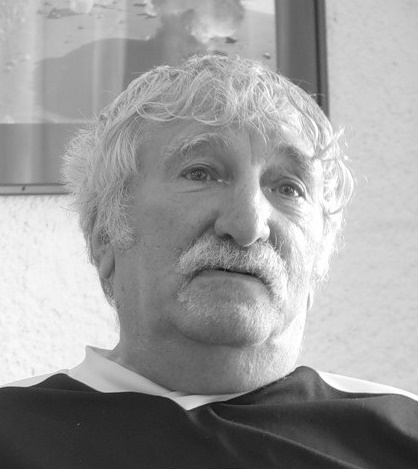
Sem Chaimowitsch Simkin

Sem Chaimowitsch Simkin (russisch Сэм Хаимович Симкин, wiss. Transliteration Sėm Chaimovič Simkin; * 9. Dezember 1937 in Orenburg; † 14. Dezember 2010 in Kaliningrad) war ein russischer Hochseefischer, Lyriker und Nachdichter.

## Leben
Als Sohn einer Lehrerin und eines Arztes machte Simkin einen ausgezeichneten Schulabschluss. Schon früh mit Literatur vertraut, zog es ihn aus der Sowjetunion in die Freiheit der Meere. Simkin zog 1960 nach Kaliningrad und besuchte von 1960 bis 1964 die  Hochschule für Fischindustrie Kaliningrad. Dort stieß er zur Literarischen Vereinigung junger Autoren. 1966 erschien – von der  Zensur freigegeben – sein erster Gedichtband. Nach drei weiteren Büchern wurde er 1982 in den Schriftstellerverband der UdSSR aufgenommen. Weithin bekannt geworden und Lehrer für Dichtkunst und Sprache an einem Schulstudio, erhielt er 1988 die höchste Auszeichnung für angewandte Kunst der Oblast Kaliningrad.
Von der See geprägt und inspiriert, widmete er viele Verse der  Kurischen Nehrung mit ihren Dünen, Stränden und am Meer gelegenen Gärten. Seine Versreportagen über das heutige „Königsberg“ wurden in die Anthologien  ostpreußischer Autoren aufgenommen und in die deutsche,  polnische und litauische Sprache übertragen.
Auf der Suche nach Spuren der deutschen Vergangenheit fand Simkin ostpreußische Poesie erstaunlicher Fülle. Der deutschen Sprache nicht mächtig, ließ er die Verse ins  Russische übersetzen. Von ihnen gefesselt, beschloss er, sie auch seinen Landsleuten zu vermitteln und dichtete – nach eigenem Bekunden unter Aufwand aller Kräfte – russische Nachschöpfungen russischer  Übersetzungen, mit erhaltenem Sinn und Einklang von Melodie und Rhythmus. Als in der Perestroika die ersten Ostpreußen die Oblast Kaliningrad besuchten, kam das erste Buch in Deutsch und Russisch 1993 in den Buchhandel. Nach Heinrich Alberts Preislied auf die Heimat »Du mein einziges Licht« betitelt, bringt das Buch eine Auswahl von Poesie aus vier Jahrhunderten, Verse von E.T.A. Hoffmann, Johann Gottfried Herder, Agnes Miegel, Ernst Wiechert und Johannes Bobrowski. Diese Anverwandlung deutscher Dichtung fand bei den russischen Lesern großen Anklang und wurde 1996 nochmals aufgelegt.
Beerdigt wurde Simkin in Selenogradsk (Cranz).

## Ehrungen
- Preisträger der Internationalen Ernst-Wiechert-Gesellschaft (2001)[3]
- Kulturpreis der Landsmannschaft Ostpreußen (2005)

## Sammlungen deutscher Gedichte
- Du mein einzig Licht, 1994
- Ostpreußens Poesie, Buchreihe, 8 Bände ab 1996[4]